# 서울서초초등학교
서울서초초등학교(서울瑞草初等學校)는 대한민국 서울특별시 서초구에 있는 서울특별시강남서초교육지원청 소속 과학영재교육 공립 초등학교이다.

## 교화, 교표, 교목
- 교화/목련
- 교표/육각별
- 교목/향나무

## 학교 연혁
- 1981년 5월 6일 서울서초국민학교로 개교
- 1982년 2월 11일 1회 졸업생 배출(344명)
- 1996년 3월 2일 서울서초초등학교로 교명 개칭
- 2021년 5월 6일 개교 40주년

## 참고 자료
- 서울서초초등학교 - 한국교육학술정보원 학교알리미